# はまゆり (遊覧船)
はまゆりは、岩手県釜石市が所有していた遊覧船。東日本大震災の津波で被災し、建築物の上へ取り残されたことから広く報道された。

## 概要
釜石市の観光事業振興を目的として横浜ヨットで建造され、1997年4月2日に就航した。船名は、スカシユリ（通称ハマユリ）に由来する。
本船の調達は釜石市から岩手県観光開発公社に委託され、公募プロポーザル方式で基本設計が行われた。コンサルタントおよび建造監理業務は日本造船技術センターが行った。
運行期間は、例年であれば4月上旬 - 1月末日までの期間、「釜石湾絶景巡りコース」、「三貫島めぐり豪快コース」を1日3便から最大5便が運行していた。
朝夕は釜石港湾口防波堤の泉作業基地への交通船としても運航されていた。

## 設計
軽合金製の翼付高速双胴船で、艇体部の船型はディープV型高速艇となっている。波浪中の運動低減を目的として左右の単胴間の前後2箇所に水中翼を装備しており、波浪中における上下方向の加速度を半減している。振動・騒音低減のため、主機関は防振ゴム支持で、Vドライブ減速機の採用により船尾配置とされた。プロペラは5翼固定ピッチハイスキュードプロペラを採用した。

## 東日本大震災による被災
2011年3月11日、翌月から始まるシーズンに備え大槌町のドックに入った直後、津波により被災。陸側へ乗り上げ漂流した後に、2階建ての民宿の上に取り残された。船体自体は目立った損傷もなく、「屋根の上の船」というあまりに大きな視覚的インパクトから「津波被害の象徴としてそのまま保存すべき」との意見もあったが、余震による転倒、落下も危惧されたことから、釜石市は解体処分を決定した。
2011年5月の解体後に復元計画が立てられ、4億5千万円が必要とされたが、2015年12月時点で寄付金が355万円しか集まらなかった。その後も寄付は低調で、2019年3月時点で370万円に留まり、復元にこだわらない可能性も報じられた。結局、2020年8月に町は復元の断念を決定した。
本船が乗り上げた民宿についても取り壊しが2020年8月に決まり、2021年2月に取り壊された。町は模型やデジタル技術による被害の伝承を検討するとしている。